# Рутан, Эрик
Эрик Рутан (англ. Erik Rutan; родился 10 июня 1971 года, Нью-Джерси) — американский музыкант и продюсер, наиболее известный как основатель, вокалист и гитарист дэт-метал группы Hate Eternal, а также как гитарист Cannibal Corpse. Входил в состав трэш-метал группы Ripping Corpse и дэт-метал коллектива Morbid Angel. Помимо выступлений владеет собственной звукозаписывающей студией во Флориде под названием Mana Recording Studios и продюсирует различные дэт-метал записи.

## Музыкальная карьера
Рутан начал свою металлическую карьеру в группе Ripping Corpse, записав с ними единственный студийный альбом альбом под названием Dreaming with the Dead, выпущенный в 1991 году. Примерно в 1995 году он покинул группу и присоединился к Morbid Angel, приняв участие в записи Domination (1995), а затем ушёл в 1996 году, чтобы основать свою собственную группу Hate Eternal, которая выпустила свой первый альбом Conquering the Throne в 1999 году. Затем Рутан вновь вернулся в Morbid Angel для записи Gateways to Annihilation, выпущенный в 2000 году. Рутан снова покинул Morbid Angel, чтобы сосредоточиться на Hate Eternal, выпустив King of All Kings в 2002 году и I, Monarch в 2005 году. Он снова присоединился к Morbid Angel во время их летнего европейского турне 2006 года, о котором другие участники группы заявили: «Это определённо будет захватывающее событие с составом Domination впервые за 10 лет!» Тур включал выступление на фестивале Wacken Open Air.
У Рутана было несколько сайд-проектов, которые подчеркивают различные аспекты его игры. Например, он сформировал группу Alas с бывшей вокалисткой Therion Мартиной Астнер, выпустив в 2001 году прогрессив-метал-альбом Absolute Purity.
18 января 2019 года было объявлено, что Рутан заменит Пэта О'Брайена из Cannibal Corpse до конца их зимнего и весеннего турне. 2 февраля 2021 года Рутан был официально объявлен постоянным участником группы и участвовал в создании и записи их пятнадцатого студийного альбома Violence Unimagined.

## Дискография
Ripping Corpse
- Dreaming with the Dead (1991)

Morbid Angel
- Domination (1995)
- Entangled in Chaos (1996, концертный альбом)
- Gateways to Annihilation (2000)

Hate Eternal
- Conquering The Throne (1999)
- King Of All Kings (2002)
- I, Monarch (2005)
- Fury & Flames (2008)
- Phoenix Amongst The Ashes (2011)
- Infernus (2015)
- Upon Desolate Sands (2018)

Alas
- Absolute Purity (2001)

Cannibal Corpse
- Violence Unimagined (2021)
- Chaos Horrific (2023)

## Спродюсированные альбомы
- Belphegor: Conjuring the Dead
- Cannibal Corpse: Kill, Evisceration Plague, Torture, Red Before Black, Violence Unimagined
- Madball: Empire
- Agnostic Front: My Life My Way
- Six Feet Under: Commandment
- Annotations of an Autopsy: II: The Reign of Darkness
- Morbid Angel: Illud Divinum Insanus, Kingdoms Disdained
- Soilent Green: Inevitable Collapse in the Presence of Conviction, Confrontation
- Through the Eyes of the Dead: Malice
- Goatwhore: A Haunting Curse, Carving Out The Eyes of God, Blood for the Master, Constricting Rage of the Merciless
- Vital Remains: Icons of Evil
- Malevolent Creation: Invidious Dominion
- Nile: Those Whom the Gods Detest
- Krisiun: Conquerors of Armageddon, Forged in Fury
- Pessimist: Slaughtering The Faithful
- Internal Suffering: Internal Suffering, Awakening of the Rebel
- Premonitions of War: Left In Kowloon
- Aeon: Path of Fire (mixing)
- In Battle: Welcome to the Battlefield
- The Absence: From Your Grave
- Pathology: Legacy of the Ancients
- Avulsed: Gorespattered Suicide
- Into The Moat: The Design, The Campaign
- Torture Killer: Swarm! (сведение)
- Pain Principle: Waiting For The Flies
- Covenance: Ravaging The Pristine
- Ophiolatry: Anti-Evangelistic Process
- Devourment: Conceived in Sewage
- The Mountain Goats: All Eternals Deck
- Masacre: Total Death
- Tombs: Savage Gold
- Ephel Duath: Hemmed By Light, Shaped By Darkness, On Death and Cosmos
- Rivers of Nihil: The Conscious Seed of Light